# Space Needle
Lo Space Needle (letteralmente Ago Spaziale) è una torre situata a Seattle negli Stati Uniti ed è il principale simbolo della città dell'area nord-occidentale del Paese. Situata nel Seattle Center, venne costruita in funzione dell'Expo 1962, durante l'esposizione quasi 20 000 persone al giorno usarono gli ascensori e i visitatori totali superarono i 2,3 milioni.
Lo Space Needle è alto circa 184 metri, ha una larghezza massima di 50 metri e un peso di oltre 9 550 tonnellate. Quando fu completato era la struttura più alta ad ovest del Mississippi. Costruita per resistere a raffiche di vento fino a 450 km/h e a terremoti fino a magnitudo 9.8, la struttura è stata progettata per resistere ad un terremoto pari a quello soprannominato 1700 Cascadia. La torre inoltre è dotata di 25 parafulmini.
Lo Space Needle dispone di un pontile d'osservazione situato a 160 metri di altezza e di un negozio di souvenir con ristorante ruotante (noto come "SkyCity restaurant") a 152 metri. Dalla cima del Needle è possibile osservare non solo lo skyline di Downtown Seattle, ma anche le Montagne Olympic, la Catena delle Cascate, il monte Rainier, il monte Baker, la baia di Elliott e le isole circostanti.
I fotografi dello skyline di Seattle spesso mostrano lo Space Needle in una posizione prominente, apparendo anche più alta rispetto agli altri grattacieli, come anche rispetto a Mount Rainier sullo sfondo.
Questo avviene perché la torre, che è alta quanto un edificio di 60 piani, si trova a 1,3 km a nord-ovest rispetto alla maggior parte dei grattacieli.
I visitatori possono raggiungere la cima dello Space Needle attraverso ascensori che viaggiano alla velocità di circa 18 km/h. La durata del viaggio è di circa 45 secondi, alcuni turisti sono costretti a file di ore per salire in cima alla torre. Nei giorni ventosi gli ascensori riducono la propria velocità a 9 km/h. Lo Space Needle venne designato come monumento storico il 19 aprile del 1999 dalla commissione cittadina incaricata.

## Storia

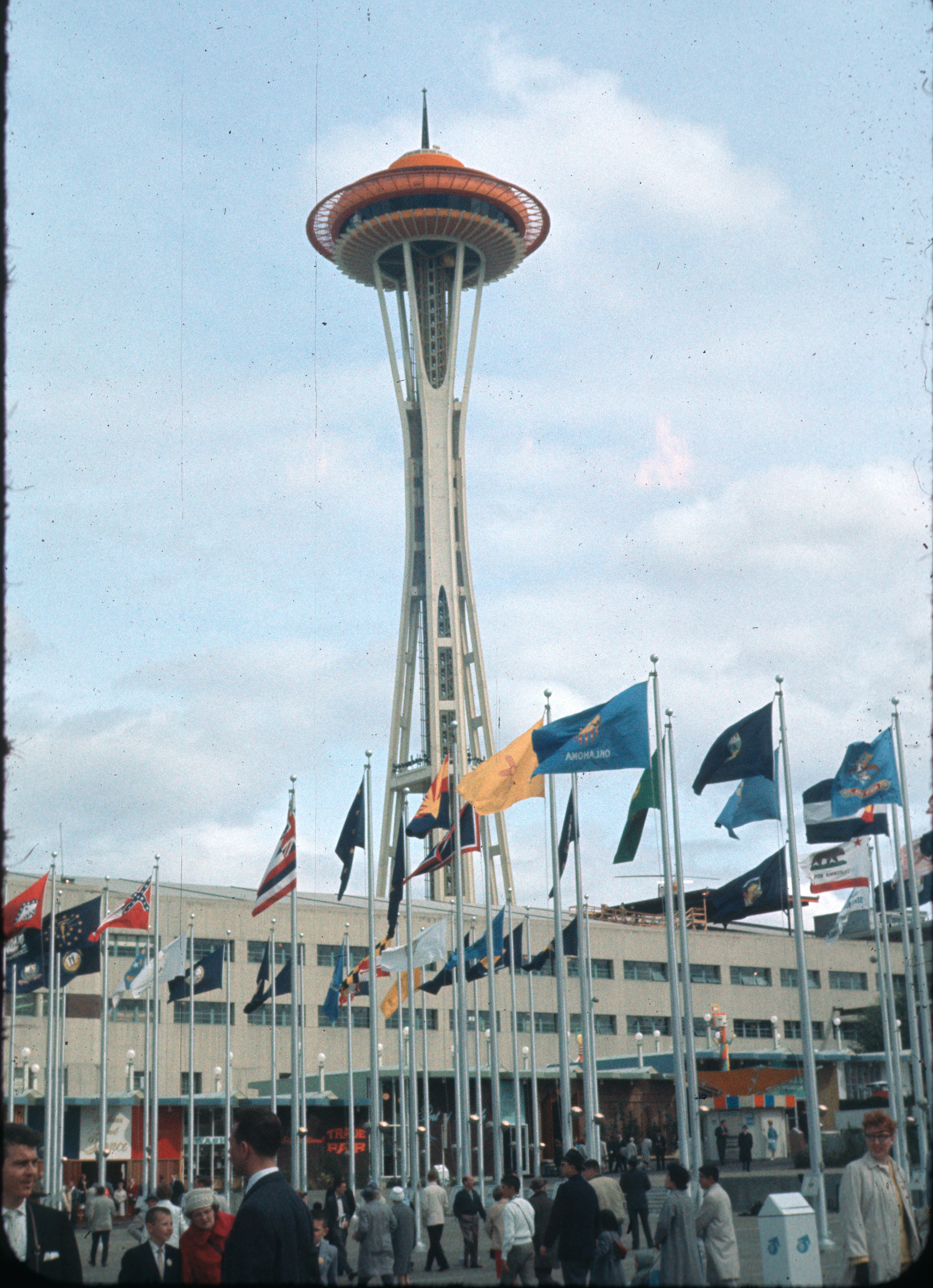
Space Needle all'Expo 1962

Edward E. Carlson, a capo dell'Expo 1962 di Seattle, in origine aveva in progetto di erigere una torre con ristorante nell'area dedicata all'Expo. Carlson era a capo di una compagnia proprietaria di alberghi non conosciuti per particolarità architettoniche, ma si era ispirato grazie alla visita alla Stuttgart Tower di Stoccarda in Germania.
John Graham, un architetto che aveva vinto un premio per la progettazione del Northgate Mall di Seattle, venne subito coinvolto. La prima idea di Graham fu di creare un ristorante a vetrina che ruotava come aveva precedentemente progettato per l'Ala Moana Center di Honolulu.
Lo Space Needle non aveva un'area dove potesse essere costruito. Visto che non era finanziato dalla città il terreno doveva essere acquistato insieme a quello per l'Expo. La difficoltà era che non era disponibile alcun terreno per la costruzione e la ricerca era arrivata ad un punto morto, finché nel 1961 venne scoperto un terreno di 37 metri per 37 nel quale venivano accantonati materiali per il dipartimento di polizia e dei vigili del fuoco, il terreno venne acquistato per 75 000$. A questo punto mancava solo un anno prima dell'apertura dell'Expo.
La torre venne costruita e finanziata dalla società privata "Pentagram Corporation" che era composta da Bagley Wright, l'appaltatore Howard S. Wright, l'architetto John Graham, Ned Skinner e Norton Clapp. Nel 1977 Bagley, Skinner e Clapp vendettero le loro quote ad Howard Wright che attualmente controlla l'intera torre attraverso il nome di Space Needle Corporation.
La stabilità sismica dello Space Needle venne assicurata da fondamenta di 10 metri e profonde 40 metri, che vennero riempite da 467 autobetoniere di cemento durante un'intera giornata. L'intera fondazione pesa quasi 6 000 tonnellate delle quali 250 tonnellate di acciaio utilizzate per il cemento armato. Grazie al peso di questa base il baricentro della struttura è posto a solo 1,5 metri sopra il livello del suolo. La struttura è imbullonata alla fondazione da 72 bulloni, ognuno di essi lungo 10 metri.
Con una simile scadenza la squadra di costruttori lavorò molto rapidamente. La cupola in alto e i primi cinque livelli (compresi i ristoranti e la piattaforma di osservazione) erano perfettamente bilanciati, in modo che il ristorante potesse ruotare con l'aiuto di un minuscolo motore elettrico, in origine aveva la potenza di 0,8 kW, successivamente venne sostituito da uno di 1,1 kW. I colori scelti per le pareti furono, Oliva Orbitale per il corpo, Bianco Astronauta per le gambe della struttura, Rosso Re-entry per la cupola e Oro Galattico per il tetto. Lo Space Needle venne completato in meno di un anno. Venne completato nell'aprile del 1962 per un costo complessivo di $4,5 milioni. L'ultimo ascensore venne installato il giorno prima dell'apertura dell'Expo, il 21 aprile. Durante la manifestazione quasi ventimila visitatori giornalieri utilizzarono gli ascensori fino al piano d'osservazione. La cifra di ventimila non venne mai raggiunta ma sfiorata, con 50 persone in meno, in un giorno. Al momento della costruzione era l'edificio più alto ad Ovest, togliendo il titolo alla Smith Tower situata dall'altra parte della città e che lo era stata a partire dal 1914.

Durante l'Expo venne installato un carillon che suonava molte volte al giorno. Esso ricreava i toni di un totale di 538 campane ed era stato costruito dalla Schulmerich Company sotto il nome di "Carillon Americana". La console per l'attivazione dello strumento era posizionata alla base dello Space Needle, completamente chiusa da un vetro per permettere l'osservazione del musicista che suonava lo strumento.

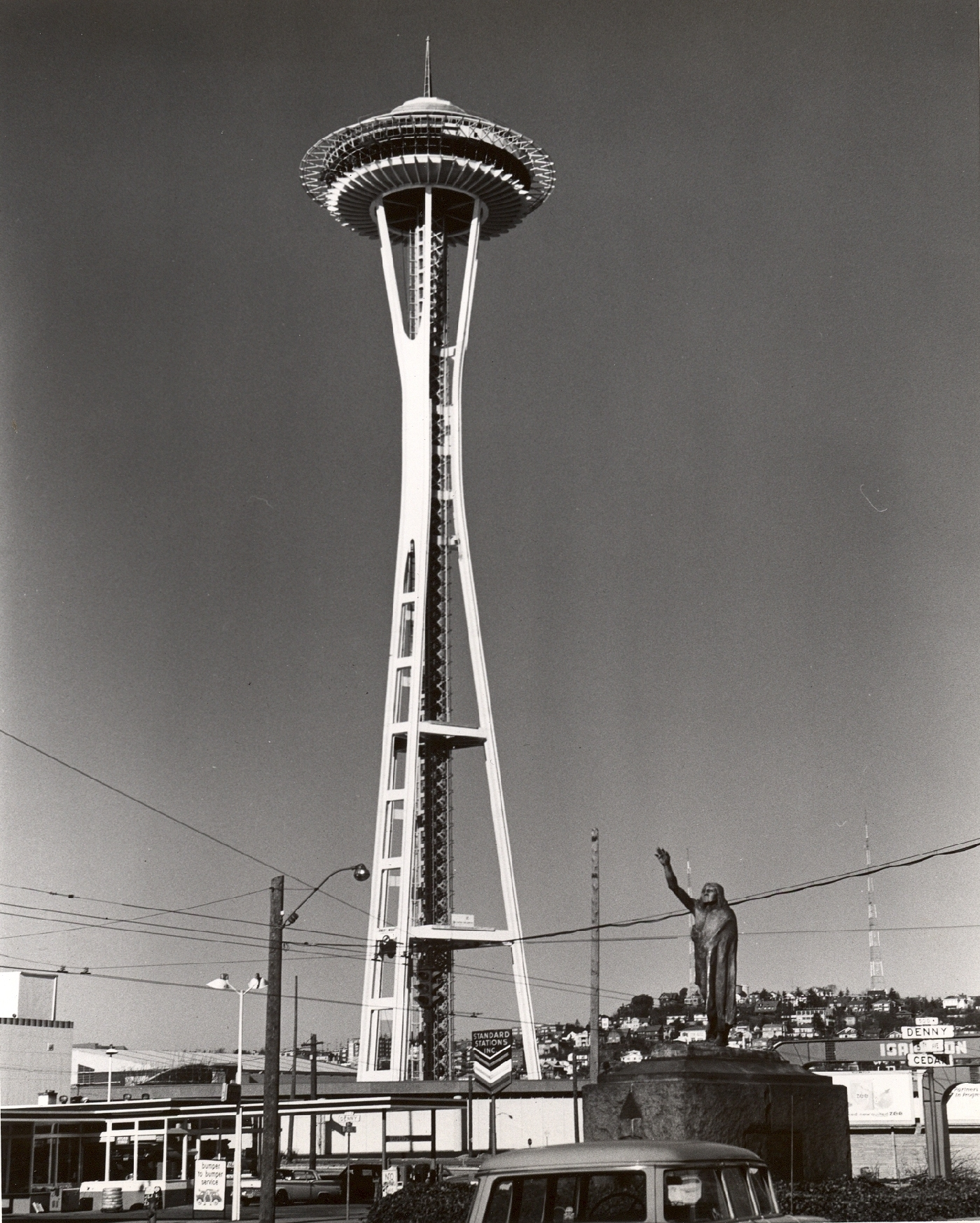
Lo Space Needle negli anni sessanta.

Nel 1974, lo scrittore Stephen Cosgrove scrisse un libro per bambini intitolato Wheedle on the Needle (Wheedle sul Needle) con protagonista una curiosa creatura di nome Wheedle che viveva sulla cima dello Space Needle e ne faceva lampeggiare le luci. Il Wheedle divenne un simbolo della città di Seattle e, per un certo periodo, la mascotte dei Seattle SuperSonics che giocavano nella vicina KeyArena (in origine The Coliseum), prima di trasferirsi a Oklahoma City.
Nonostante facesse parte del progetto iniziale, fu solo nel 1982 che, all'altezza di 33 metri, venne aggiunto il piano SkyLine. A oggi il SkyLine Banquet Facility può ospitare gruppi di 20–360 persone.
Il rinnovamento venne completato nel 2000 e costò quasi cinque volte il costo originale dell'edificio ($21 milioni). Tra le novità incluse tra il 1999 ed il 2000 troviamo il ristorante panoramico rotante Sky City (una rivoluzione dura 45 minuti) con un pavimento di vetro dal peso di 35 tonnellate e 12 motori per il movimento, il negozio SpaceBase, Skybeam installation, Observation Deck overhaul, nuova illuminazione e ricolorazione.
Nel 2000, celebrazioni e fuochi d'artificio vennero cancellati a causa di minacce terroristiche contro la struttura.
Il 19 maggio del 2007, lo Space Needle accolse il suo 45 milionesimo visitatore. L'ospite, Greg Novoa di San Francisco, vinse un viaggio per due per Parigi, viaggio che includeva una cena VIP presso la Torre Eiffel.
Ogni capodanno, lo Space Needle celebra l'evento con uno spettacolo pirotecnico che viene sincronizzato alla musica. Nel capodanno 2008 lo spettacolo si interruppe, ripartì e si interruppe nuovamente, quindi i fuochi restanti dovettero essere accesi manualmente. La squadra di pirotecnici accusò il software di gestione che utilizzavano per controllare le detonazioni.
Nel maggio del 2008, lo Space Needle venne sottoposto al primo lavaggio professionale dalla sua apertura nel 1962. Il monumento venne lavato a pressione con acqua e non vennero utilizzati detergenti.

## Architettura

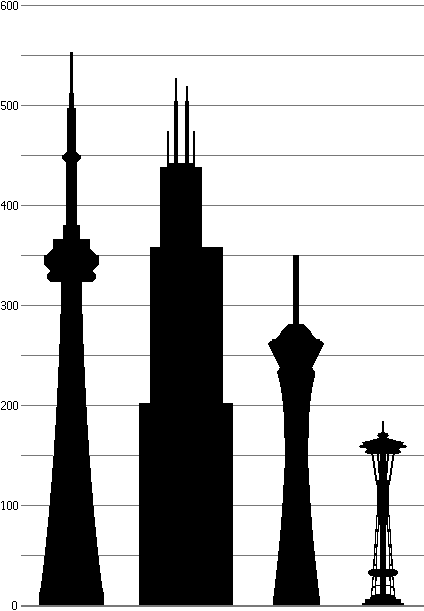
• CN Tower, Toronto
• Willis Tower, Chicago
• Stratosphere, Las Vegas
• Space Needle, Seattle.

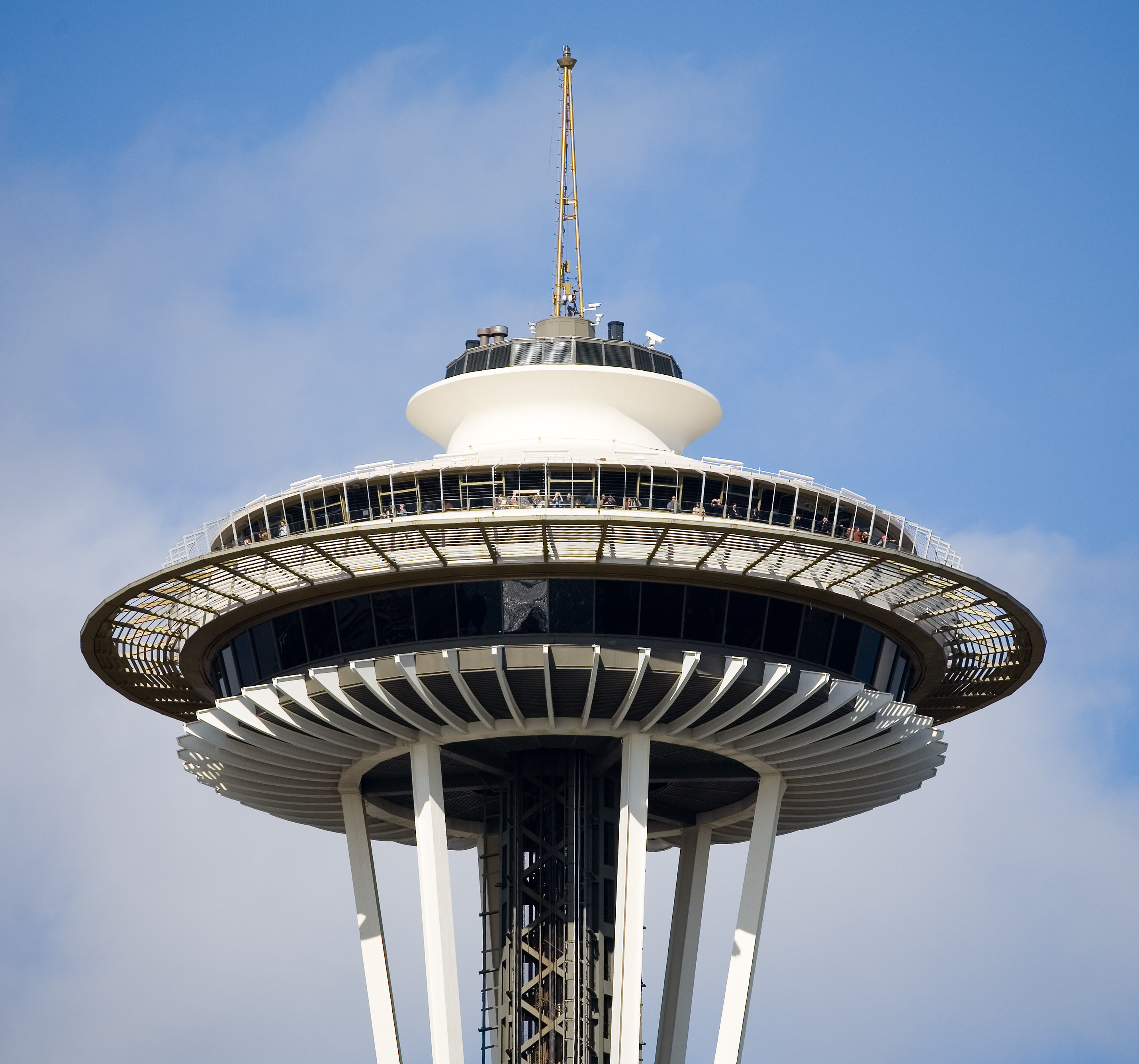
La cima dello Space Needle è l'esempio tipico dell'architettura Googie.

L'architettura dello Space Needle è il risultato del compromesso di due architetti, Edward E. Carlson e John Graham, Jr. Le due idee guida per l'Expo provenivano dallo schizzo dell'uomo d'affari Edward Carlson di un pallone aerostatico gigante legato al suolo (che ritroviamo nella base della struttura) e il progetto dell'architetto John Graham che prevedeva un disco volante (che ritroviamo nel piano ristoranti e in quello d'osservazione). Victor Steinbrueck introdusse il profilo a clessidra della torre. Lo Space Needle è stato costruito per resistere a venti di 320 km/h, il doppio di quello che richiedevano i regolamenti del 1962. Un terremoto di magnitudo 6,8 scosse il Needle nel 2001 tanto da far fuoriuscire l'acqua dei water dei bagni. Lo Space Needle può restare indenne a terremoti inferiori ai 9 gradi. È anche predisposto per resistere a uragani del quinto grado della Scala Saffir-Simpson, lo Space Needle oscilla solo di 2 centimetri ogni 16 km/h di forza del vento.
Per decadi, il disco rotante dello Space Needle ha ospitato due ristoranti posti a 152 metri dal suolo: lo Space Needle Restaurant, che in origine si chiamava Eye of the Needle (Occhio dello Spillo in italiano), ed Emerald Suite. I ristorati vennero chiusi nel 2000 per fare spazio allo SkyCity, un ristorante più grande che prepara piatti tipici del Nord-ovest americano. Ruota di 360 grandi in quarantasette minuti. Nel 1993, gli ascensori vennero sostituiti da nuovi ascensori computerizzati. I nuovi ascensori viaggiano alla velocità di 16 km/h.
Il 31 dicembre del 1999, un potente fascio di luce venne presentato per la prima volta. Chiamato Legacy Light o Skybeam, ha una potenza di 85 milioni candele e parte dalla punta dello Space Needle per onorare le feste nazionali e le occasioni particolari della città. L'idea per questo fascio luminoso provenne dall poster ufficiale dell'Expo 1962, sul quale era disegnata questa luce ma non venne mai inserita nel progetto ufficiale. Esistono delle controversie per questo faro per quanto riguarda l'inquinamento luminoso che produce. In origine era pianificato di accenderlo 75 notti l'anno, ma in realtà è stato acceso solitamente per meno di una dozzina di notti l'anno. Rimase acceso per dodici giorni consecutivi dall'11 settembre al 22 settembre del 2001 in risposta agli attentati dell'11 settembre 2001.
Il poster originale dell'Expo 1962 mostra una grande entrata a spirale che conduceva agli ascensori, ma anche questa è stata eliminata nel progetto finale. Realizzata con un nuovo padiglione a due piani racchiuso nel vetro. Alcuni ritengono che il design di questo livello assomiglia a quella del Nautilus. Ci sono 832 scalini in totale dalla base ai ristoranti sul piano d'osservazione.
Con un'altezza approssimativa di 184 metri, lo Space Needle era l'edificio più alto ad Ovest del Mississippi al momento della costruzione che fu portata avanti dalla Howard S. Wright Construction Co., ma è adesso superato da altre strutture dello skyline di Seattle, tra queste il Columbia Center, di 302 metri. Diversamente da altre strutture similari, come la CN Tower di Toronto, lo Space Needle non viene utilizzato come antenna di trasmissione.

## Nella cultura

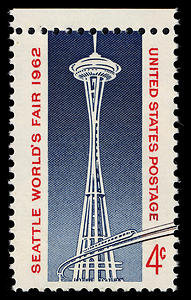
Un francobollo commemorativo del 1962

Essendo il simbolo principale del nord-ovest degli Stati Uniti, lo Space Needle ha avuto numerose apparizioni in film, serie televisive ed altre opere. Alcuni esempi di film sono: Perché un assassinio, Bionde, rosse, brune... (titolo originale It Happened at the World's Fair) del 1962, dove viene utilizzato per riprese generali e il film Insonnia d'amore (titolo originale Sleepless in Seattle) del 1993.
Per quanto riguarda le serie TV, una delle più importanti è Frasier dove il suo profilo appare nella sigla iniziale e la base di esso è visibile dal condominio di alto livello, anche se il panorama è un'immagine composita visto che non ci sono condomini e grattacieli, nella zona destra, della stessa altezza.
Altre importanti apparizioni televisive sono la serie Life After People (in italiano Vita dopo l'uomo) del canale The History Channel dove cade a causa della corrosione e La leggenda di Bruce Lee dove viene mostrato frequentemente come sfondo. Lo Space Needle appare anche in alcuni episodi del programma Bill Nye the Science Guy (in italiano Bill Nye l'uomo della scienza, come Storms (in italiano Tempeste, dove Bill Nye utilizza un parafulmine su di essa come un esempio per attrarre i fulmini.
Appare anche in molti episodi di Dark Angel come rifugio per la protagonista. Nei video giochi viene usato per rappresentare Seattle in Pilotwings 64 e Rock Band ed appare nel Circuito Seattle del gioco Gran Turismo 4. Inoltre in Infamous: Second Son ha un ruolo prominente essendo il gioco interamente ambientato a Seattle. È stato anche distrutto nella miniserie TV Magnitudo 10.5 quando un terremoto colpisce Seattle. In alcuni episodi di iCarly, lo Space Needle appare insieme allo skyline di Seattle.
Compare inoltre più volte nel film del 2009 Qualcosa di speciale, con Jennifer Aniston e Aaron Eckhart. La figura dello Space Needle è stata usata per altri scopi, come ad esempio modellini da costruzione di 89 pezzi della LEGO. Utilizzato moltissimo, nella serie televisiva Grey's Anatomy, dove viene inquadrato più volte nel corso delle molte stagioni sia lo Space Needle, sia lo skyline di Seattle, in quanto il telefilm è ambientato in questa città. È presente anche nel video Can't hold us del duo Macklemore & Ryan Lewis.
Compare nel videogioco di The Last of Us: Parte 2.

## Suicidi e Base jumping
Tre persone si suicidarono gettandosi dalla piattaforma di osservazione dello Space Needle: tutti e tre i suicidi avvennero negli anni settanta. Due di essi si gettarono nel 1974, prima dell'installazione della griglia di sicurezza attorno alla piattaforma, mentre il terzo suicidio avvenne quattro anni dopo, nel 1978. Altri riuscirono a superare le griglie di sicurezza, ma l'intervento della polizia evitò i suicidi.
Due volte altrettanti saltatori usarono dei paracadute per praticare il base jumping. Sei paracadutisti si gettarono dalla torre dalla sua apertura, ma questa attività è illegale se non si è provvisti di un'autorizzazione. Quattro saltatori lo fecero a fini promozionali, mentre gli altri due vennero arrestati.

## Galleria d'immagini

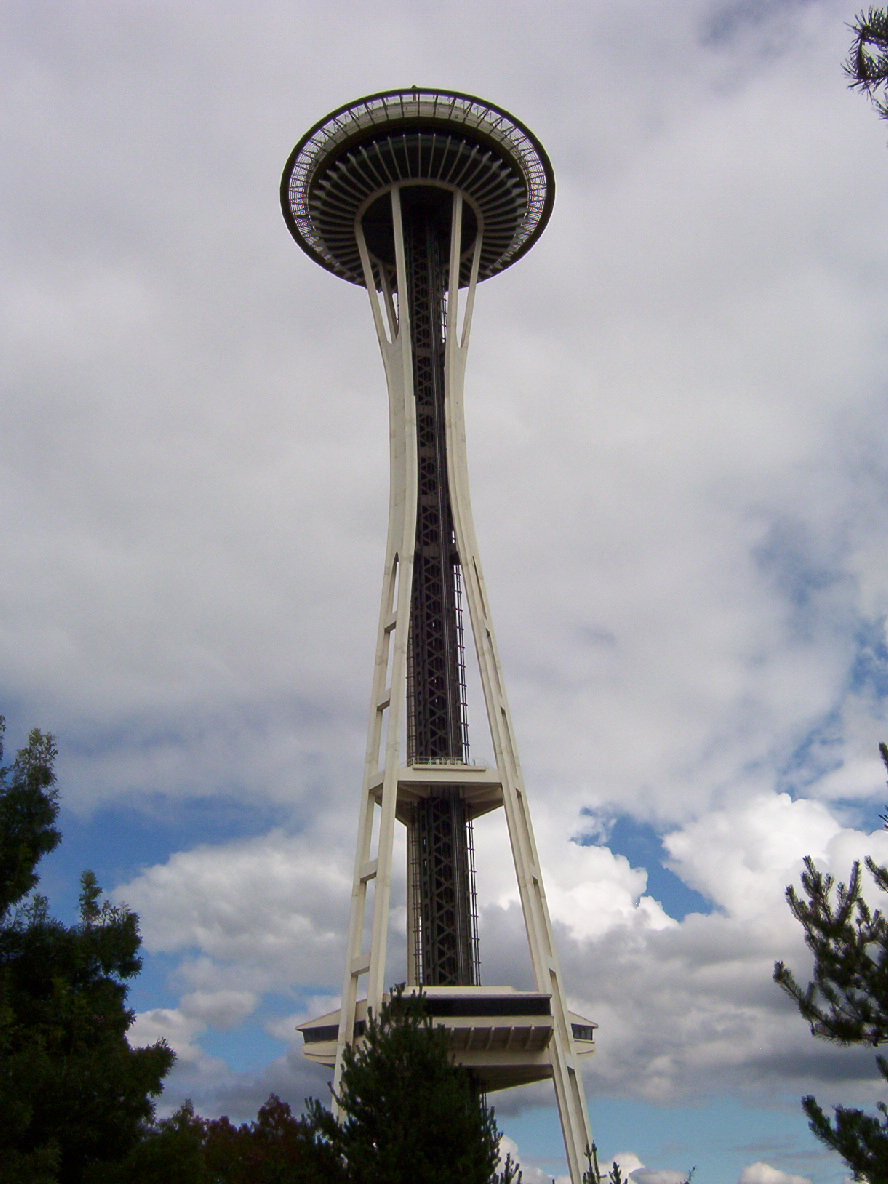
Vista dal basso
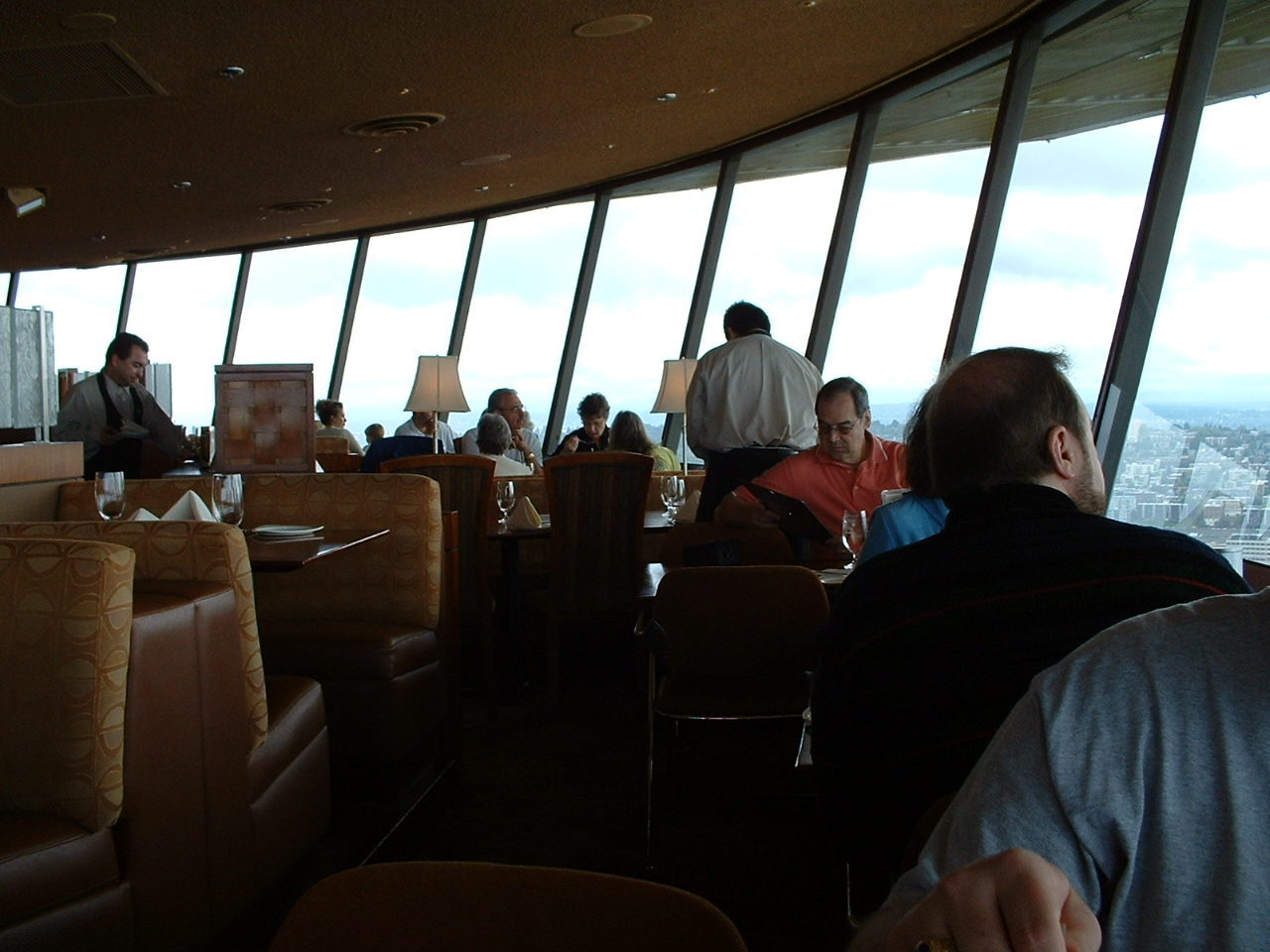
Interno del ristorante
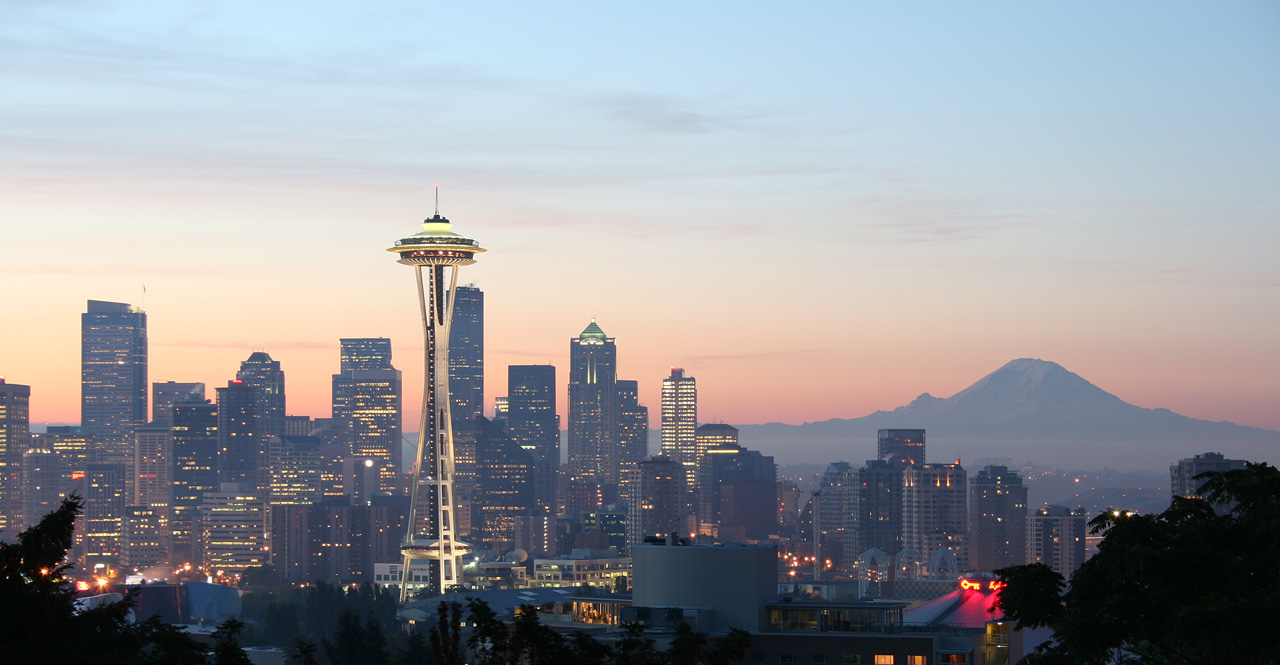
Vista della torre con lo skyline di Seattle
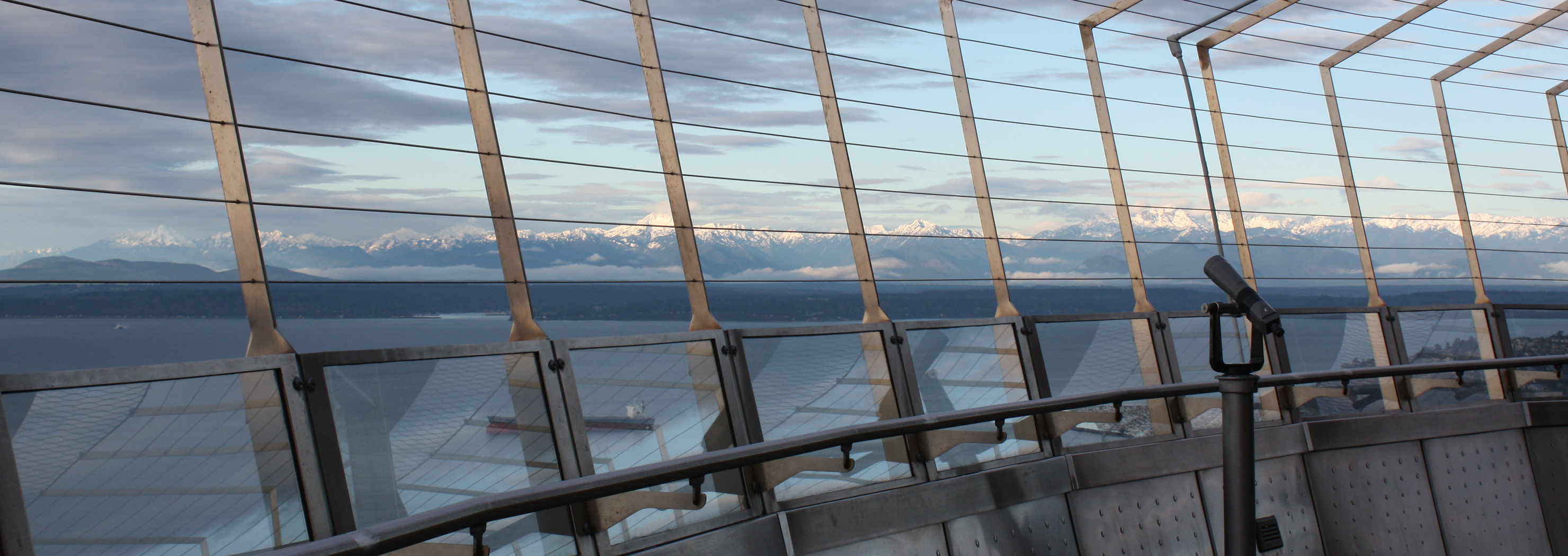
Pontile d'osservazione
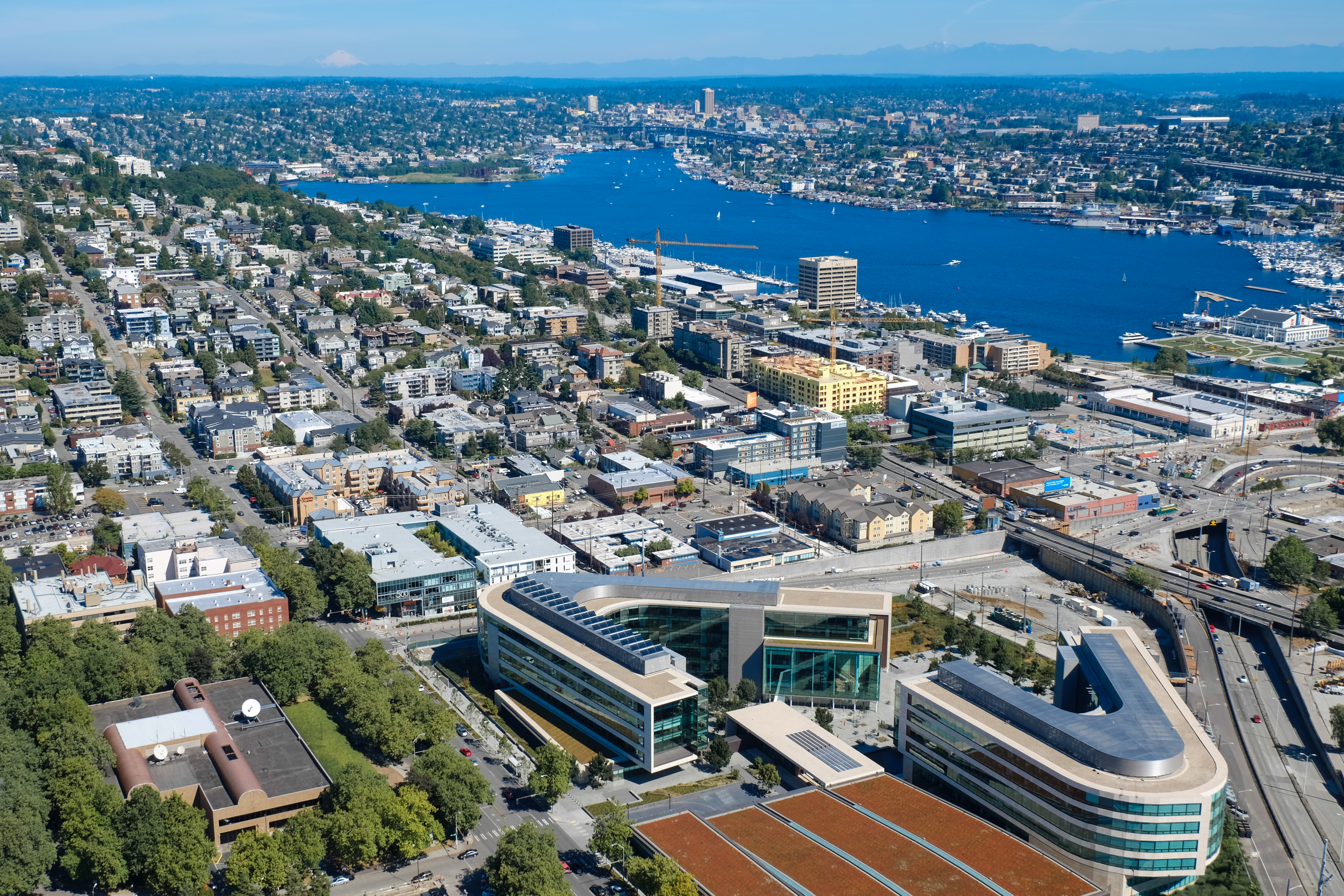
Panorama visibile dalla torre